# William J. Entwistle
William J. Entwistle (* 7. Dezember 1895 in Zhengyangguan, Provinz Anhui, China; † 13. Juni 1952 in Oxford) war ein britischer Romanist, Hispanist, Lusitanist, Slavist und Linguist.

## Leben und Werk
William James Entwistle wuchs als Sohn eines methodistischen Missionars in China auf und ging bis 1910 in Tschifu (heute Zhifu/Yantai) zur Schule. Ab 1911 studierte er in Aberdeen. Er überstand den Weltkrieg als Kriegsverletzter, ging zwei Jahre nach Madrid und lehrte ab 1921 Spanisch in Manchester. Von 1925 bis 1932 war er Professor für Spanisch in Glasgow und ab 1932 bis zu seinem plötzlichen Tod als Nachfolger von Salvador de Madariaga Inhaber der King Alfonso XIII Chair of Hispanic Studies in Oxford. In dieser Zeit war er Fellow des Exeter College. 1950 wurde er zum Mitglied der British Academy gewählt.

## Werke
- The Arthurian Legend in the Literatures of the Spanish Peninsula, London 1925 (portugiesisch: 1942)
- Fray Luis de León’s life in his lyrics. A new interpretation, in: Revue hispanique 71, 1927, 176-224
- (Hrsg. zusammen mit Jeanie D. Entwistle) Los cuatro viajes de Cristóbal Colón (selections from Columbus’ letters and other primary documents), edited with notes and vocabulary, London 1928
- The scope of Spanish studies. An inaugural lecture delivered before the University of Oxford on 3 November 1932, Oxford 1932
- The Spanish Language, together with Portuguese, Catalan and Basque, London 1936, 2. Auflage bearbeitet von William Denis Elcock and Leonard Robert Palmer, London 1962 (Teilübersetzung spanisch 1954, gesamt spanisch: Madrid 1969, 1973, 1980)
- European Balladry, Oxford 1939, 1951, 1957
- Cervantes, Oxford 1940, 1969
- (zusammen mit Eric Gillett) The Literature of England 500 AD to 1942. A survey of British literature from the beginnings to the present day, London 1943, 4. Auflage 1962
- (zusammen mit Walter Angus Morrison) Russian and Slavonic Languages, London 1949, 1965
- Aspects of Language, London 1953
- Cronica del Rei Dom Johan I de boa memoria e doz Reis de Portugal o decimo. Parte segunda escrita per Fernão Lopes e agora copiada pielmente por W.J. Entwistle, Lissabon 1968, 1977 (Bd. 1, 1973, mit Vorwort von Luis Filipe Lindley Cintra)